# باملاخا
باملاخا قرية صغيرة تتبع ناحية حمام واصل في منطقة بانياس التابعة لمحافظة طرطوس.